# Jungkook
Jeon Jeong-guk (koreansk: 전정국; født 1. september 1997 i Busan, Sydkorea), bedre kendt som Jungkook, er en sydkoreansk sanger og sangskriver. Han er hovedvokalisten i drengegruppen BTS.

## Tidligt liv og Pre-debut
Jeon Jung-kook er født 1. september 1997 i Busan Sydkorea. Hans familie består af forældre og ældre bror.
Jungkook gik i Baekyang Elementary og Middle School i Busan, og skiftede senere til Singu Middle School i Seoul. Da Jungkook var mindre, ville han blive badmintonspiller, men skiftede mening efter at ha set G-Dragon optræde med Heartbreaker på fjernsynet, og ville være sanger.
I 2011 tog han til audition for talentshowet Superstar K i byen Daegu, men kom ikke ind. Til gengæld fik Jungkook castingtilbud fra syv forskellige koreanske Entertainments/underholdningsvirksomheder, og valgte derefter Big Hit Entertainment, efter at have hørt hans nu, fellow medlemmer og leader RM rap.
I processen med at vælge sit såkaldte kunstnernavn til sin karriere som sydkoreansk idol, diskuterede ham og Big Hit Entertainment bl.a. navnet; 'Seagull', som dog blev valgt fra til fordel for 'Jungkook'. Han er den ene af de tre medlemmer i gruppen, der har valgt at bruge sit fødselsnavn som kunstnernavn. Dette er også tilfældet med gruppens Main Dancer og vokal; 'Jimin' og vokalisten Jin.
Før Jungkook debuterede som medlem af BTS, rejste han til Los Angeles for at arbejde på sin dans og teknik, til deres kommende debut. han fik timer af 'Movement Lifestyle'. Jungkook var med i Jo Kwon's 'I'm Da One' musikvideo, og har også været backup danser for 'Glam' før han selv debuterede. Jungkook færdiggjorde 'Seoul's School of Performing Arts' i 2017. I 2016 valgte han at tage CSAT's Koreas landsdækkende universitet indgangseksamen og fra 2020 er han indskrevet på Global Cyber University, med hovedfag i Broadcasting og underholdning.

## Karriere
Den 13. juni 2013 debuterede Jungkook som et medlem af gruppen BTS med albummet; 2 cool 4 skool med titelsangen; No more dream.
Sammen med BTS har han senere udgivet tre solosange: 'Begin fra albummet Wings 2016, hvor han beskriver hans oplevelse om at flytte til Hovedstaden Seoul i en ung alder, for at opnå sin drøm om at blive en Idol. I sangen synger Jungkook også om, hvor glad han var for at hans medlemmer tog sig af ham. "Euphoria" fra albummet Love Yourself: Answer (2018) kom på en 5. plads på Billboard Bubbling Under Hot 100. "My Time" fra albummet Map of The Soul 7 (2020) handler om, hvordan Jungkook måtte give op på sine teenageår på grund af sin karrierer. Sangen kom på en 84. plads på US Billboard Hot 100. "Euphoria" og "My Time" er de k-pop-sange, der har ligget længst på World Digital Song Sales, med 85 og 81 uger.
Jungkook har været co-producer på 2 af BTS's sange 'Love is Not Over' og 'Magic Shop'. I 2020 udgav Jungkook sin selvproduceret sang 'Still With You' , på Soundcloud i samarbejde med BTS's årlige fejring af årsdag.
Selv har han også udgivet flere coverversioner af forskellige kunstnere såsom, Justin Bieber, Troye Sivan, Adam Levine, Ved MBC Plus X Genie Music Awards i november 2018 opførte han We don't talk anymore sammen med den amerikanske popsanger; Charlie Puth, som han tidligere har lavet cover på sammen med BTS medlemmer Jimin. Jungkook har gennem 2019 nævnt i samtlige interviews, at han har planer om at udgive hans hidtil første solo-album i løbet af 2020.
Til minde om koreakrigen deltog han i kampagnen One Dream, One Korea, i et samarbejde med flere koreanske kunstnere. Sangen blev udgivet 24. september 2015. I 2016, var Jungkook castede i 'the pilot' episode Flower Crew. Han har også været med i 'Celebrity Bromance' og kæmpede i King of Mask Singer under navnet 'Fencing Man' i episode 72.

## Påvirkning og indflydelse
I en undersøgelse fra 2019 udført af Gallup Korea, var Jungkook rangeret som den tredje mest elskede 'celebrity of the year' i Sydkorea. I 2016 debuterede han på en 20. plads, året efter på en 17. plads og i 2018 på en 8. plads. I 2018 lå Jungkook, 10 uger i streg, for magasinet 'Hi China' som den mest elskede celebrity, på listen i Kina. Jungkook er ekstremt populær på de sociale medier mellem fansene. I december 2018, blev der lagt en video op ham, mens han synger, videoen blev den mest retweeted tweet i Sydkorea det år. Forskellige artister, og udnævnt Jungkook, som værende deres rollemodel. Selv har Jungkook nævnt Justin Bieber, Justin Timberlake, som værende hans rollemodel. Jungkook's popularitet har skaffet ham hans nickname 'Sold Out King' ting han er blevet set bruge, er ofte usolgt hurtigt. Det kan bl.a. være sko, vin, bøger - specielt en 'I Decided to live as me' skrevet af Kim Soo-Hyun, blev en bestseller både i Sydkorea og Japan.
Jungkook var i 2019, den meste søgte mandlige K-pop idol på Google, ifølge deres midt-års liste. Han toppede listen igen i 2020, og var den mest søgt K-pop artist på YouTube både i 2019 og 2020. På Tumblr, var han rangeret som nr. 1 på 'Top K-pop Stars' for 3 år i træk. På Twitter, havde han de fleste retweeted tweet i 2019, og på en 2. plads i 2020. i Marts 2021 satte Jungkook for første gang nogensinde rekorden for mest sete livestream i V-live's historie, da hans solo live, ramte over 22 millioner seer. Han satte for første gang rekorden i 2018, da hans livestream kom over 3.7 millioner seer, over hele verdenen.

## Personligt liv
Til en koncert i Chile 2017, faldt Jungkook om på scenen. Det blev senere fortalt at Jungkook havde haft det dårligt den dag, men at der ikke var nogle underliggende problemer. Under 'Love Yourself World Tour' i 2018, fik han en skade i hælen, der gjord han ikke kunne være en del af koreografien, men måtte synge siddende. I november 2019, var han involveret i en mindre bilulykke med en taxachauffør men ingen af dem fik nogle større skader og en løsning med offeret blev aftalt.
Jungkook købte en lejlighed i 'Seoul Forest Trimage', hvor BTS medlemmen Jhope også ejer en lejlighed, som i 2018 var værd ₩4 billioner, svarende til lidt over 3,2 millioner dollars. Jungkook solgte lejligheden i oktober 2020, og koreanske medier fortalte at han ikke havde boet der, men i gruppens fælles lejlighed i 'Hannam The Hill' . Jungkook gav sin lejlighed i 'Yongsang City Park' til sin ældre bror. Jungkook købte hus i Itaewoon i november 2020, og kun få timer efter beskeden var adressen ude.

## Diskografi
Jungkooks arbejde
Listede sange
| Title                                                                       | Year           | Peak chart positions | Peak chart positions | Peak chart positions | Peak chart positions | Peak chart positions | Peak chart positions | Peak chart positions | Peak chart positions | Sales          | Album                 |
| Title                                                                       | Year           | KOR                  | CAN                  | HUN                  | NZ                   | SCT                  | UK                   | US                   | US World             | Sales          | Album                 |
| As lead artist                                                              | As lead artist | As lead artist       | As lead artist       | As lead artist       | As lead artist       | As lead artist       | As lead artist       | As lead artist       | As lead artist       | As lead artist | As lead artist        |
| --------------------------------------------------------------------------- | -------------- | -------------------- | -------------------- | -------------------- | -------------------- | -------------------- | -------------------- | -------------------- | -------------------- | -------------- | --------------------- |
| "Begin"                                                                     | 2016           | 27                   | —                    | —                    | —                    | —                    | —                    | —                    | 1                    | - KOR: 90,526  | Wings                 |
| "Euphoria"                                                                  | 2018           | 11                   | 86                   | 16                   | 9                    | 49                   | 45                   | —                    | 1                    | - US: 15,000   | Love Yourself: Answer |
| "My Time"                                                                   | 2020           | 21                   | —                    | 20                   | —                    | 58                   | —                    | 84                   | 1                    | - US: 24,000   | Map of the Soul: 7    |
| Collaborations                                                              |                |                      |                      |                      |                      |                      |                      |                      |                      |                |                       |
| "Perfect Christmas" (with Jo Kwon, Lim Jeong-hee, Joohee, & RM)             | 2013           | 45                   | —                    | —                    | —                    | —                    | —                    | —                    | —                    | - KOR: 64,789+ | Non-album singles     |
| "—" denotes releases that did not chart or were not released in that region |                |                      |                      |                      |                      |                      |                      |                      |                      |                |                       |

Andre sange
| Year | Title                 | Format                      | Other Notes          | Ref. |
| ---- | --------------------- | --------------------------- | -------------------- | ---- |
| 2013 | "Like A Star"         | Digital download, streaming | with RM              |      |
| 2015 | "One Dream One Korea" | Digital download, streaming | with various artists |      |
| 2016 | "I Know"              | Digital download, streaming | with RM              |      |
| 2016 | "I'm In Love"         | Digital download, streaming | with Lady Jane       |      |
| 2020 | "Still with You"      | Digital download, streaming |                      |      |

Skrivning og production credit
| Year | Artist   | Album                                            | Song                        |
| ---- | -------- | ------------------------------------------------ | --------------------------- |
| 2013 | BTS      | 2 Cool 4 Skool                                   | "We Are Bulletproof Pt. 2"  |
| 2013 | BTS      | 2 Cool 4 Skool                                   | "No More Dream"             |
| 2013 | BTS      | 2 Cool 4 Skool                                   | "Outro: Circle Room Cypher" |
| 2015 | BTS      | The Most Beautiful Moment in Life, Part 1        | "Outro: Love Is Not Over"   |
| 2015 | BTS      | The Most Beautiful Moment in Life, Part 2        | "Run"                       |
| 2016 | BTS      | The Most Beautiful Moment in Life: Young Forever | "Dead Leaves"               |
| 2016 | BTS      | The Most Beautiful Moment in Life: Young Forever | "Run" (Alternative Mix)     |
| 2016 | BTS      | The Most Beautiful Moment in Life: Young Forever | "Love Is Not Over"          |
| 2016 | BTS      | The Most Beautiful Moment in Life: Young Forever | "Run" (Ballad Mix)          |
| 2016 | BTS      | Youth                                            | "Introduction: Youth"       |
| 2018 | BTS      | Love Yourself: Tear                              | "Magic Shop"                |
| 2020 | BTS      | Map of the Soul: 7                               | "My Time"                   |
| 2020 | Jungkook | Non-album release                                | "Still With You"            |
| 2020 | BTS      | Map of the Soul: 7 - The Journey                 | "Your Eyes Tell"            |
| 2020 | BTS      | Map of the Soul: 7 - The Journey                 | "Outro: The Journey"        |
| 2020 | BTS      | Non-album release                                | "In the Soop"               |
| 2020 | BTS      | Be                                               | "Telepathy"                 |
| 2020 | BTS      | Be                                               | "Stay"                      |
| 2021 | BTS      | BTS, the Best                                    | "Film Out"                  |

## Eksterne links
- Wikimedia Commons har flere filer relateret til Jungkook
- BTS hjemmeside